# Olof Stenström
Frans Olof Stenström, född 7 oktober 1899 i Norrköping, död den 22 november 1995 i Västerås, var en svensk skolman.
Stenström avlade studentexamen 1917, filosofie kandidatexamen vid Uppsala universitet 1920,  filosofisk ämbetsexamen 1922 och filosofie licentiatexamen 1923. Han promoverades till filosofie doktor i Uppsala 1925. Stenström var assistent vid geofysiska institutet i Bergen 1920, docent i matematik i Uppsala 1925–1936, lektor vid högre allmänna läroverket i Västerås 1936–1965 och rektor där 1949–1965. Han var ordförande i Uppsala studentkår 1930–1931, ledamot av Västerås domkapitel 1936 och 1955–1966, av länsskolnämnden i Västmanlands län 1958–1964, av domkyrkokommissionen i Västerås 1959–1966. Stenström publicerade Synthetische Untersuchungen des Systems von 27 Geraden einer Fläche dritter Ordning (1925) och Das Geradensystem der kubischen Fläche (1927) med flera arbeten i geometri. Han blev riddare av Nordstjärneorden 1951. Stenström är begravd på Aspö kyrkogård utanför Strängnäs.